# Callulina
Genre
Callulina est un genre d'amphibiens de la famille des Brevicipitidae.

## Répartition
Les neuf espèces de ce genre se rencontrent en Tanzanie et au Kenya.

## Liste d'espèces
Selon Amphibian Species of the World (22 septembre 2014) :
- Callulina dawida Loader, Measey, de Sá & Malonza, 2009
- Callulina hanseni Loader, Gower, Müller & Menegon, 2010
- Callulina kanga Loader, Gower, Müller & Menegon, 2010
- Callulina kisiwamsitu de Sá, Loader & Channing, 2004
- Callulina kreffti Nieden, 1911
- Callulina laphami Loader, Gower, Ngalason & Menegon, 2010
- Callulina meteora Menegon, Gower & Loader, 2011
- Callulina shengena Loader, Gower, Ngalason & Menegon, 2010
- Callulina stanleyi Loader, Gower, Ngalason & Menegon, 2010

## Publication originale
- Nieden, 1911 "1910" : Verzeichnis der bei Amani in Deutschostafrika vorkommenden Reptilien und Amphibien. Sitzungsberichte der Gesellschaft Naturforschender Freunde zu Berlin, vol. 1910, p. 441-452 (texte intégral).